# Wolfgang Steinhardt
Wolfgang Steinhardt (* 26. července 1948, Vídeň) je rakouský podnikatel a filantrop.

## Život
Wolfgang Steinhardt se věnoval soukromému podnikání, založil několik vlastních společností a pracoval jako letecký instruktor pro vrtulníky a letadla. Mezi lety 2000 až 2005 pracoval v Hospodářské komoře Dominikánské republiky. Po návratu do Rakouska pracoval do roku 2008 jako profesionální pilot vrtulníku a letový instruktor.

## Charitativní práce
Po odchodu do důchodu založil mezinárodní nevládní organizaci Lazarus Union (Union Corps Saint Lazarus International, CSLI), které předsedal až do roku 2019. Pod jeho vedením organizace dosáhla v roce 2014 speciálního statutu poradního orgánu v Ekonomické a sociální radě OSN, byla rovněž nominována v roce 2017 na Nobelovu cenu míru. Kromě operací při živelných katastrofách prováděl také vyhlídkové lety s postiženými dětmi a dospělými.

### Ocenění zásluh
21. února 2014 mu byl prezidentem Heinzem Fischerem udělen Čestný odznak Za zásluhy o Rakouskou republiku, který převzal z rukou Harryho Kopietze na vídeňské radnici 10. června 2014.
14. března 2017 obdržel od dolnorakouského zemského hejtmana Erwina Prölla Čestný odznak Za zásluhy o spolkovou zemi Dolní Rakousko.
Je čestným členem řady organizací a držitel více než dvou set ocenění a vyznamenání od veřejných i soukromých institucí, společností a soukromých sdružení.

#### Vyznamenání
- Čestný odznak Za zásluhy o Rakouskou republiku – čestná dekorace ve stříbře, udělen 2014
- Čestný odznak Za zásluhy o spolkovou zemi Dolní Rakousko – stříbrná medaile, udělen 2017